# کوئینتد پرایوت بنک
کوئینتد پرایوت بنک (انگلیسی: Quintet Private Bank) شرکت خدمات مالی و بانکداری لوکزامبورگی است، که در سال ۱۹۴۹ تأسیس شد.